# Beiyang-regeringen
Beiyang-regeringen (北洋政府; pinyin: Běiyáng zhèngfǔ) eller krigsherre-regeringen er en betegnelse, som benyttes om en række militærregeringer, som formelt styrede Kina fra Beijing fra 1912 til 1928, og som havde sæde i Zhongnanhai. Regeringen blev internationalt anerkendt som Republikken Kinas retmæssige regering.
Navnet er afledet fra Beiyang-hæren, som dominerede de skiftende regeringers politik. Hæren kom til en sådan dominerende stilling takket være Yuan Shi-kai, som var general fra Qing-dynastiets sidste år. Selv om Yuans død førte til, at hæren blev splittet i indbyrdes konkurrerende fraktioner, var regeringen hele tiden kontrolleret af beiyang-generalerne, skønt med en konstitutionel og civil facade. Den fraktion, som kontrollerede Beijing, nød godt af en aura af international legitimitet, havde kontrol med toldvæsenet og dets indtægter og var lettere i stand til at optage lån i udlandet.
Internt i Kina blev Beiyang-regeringens legitimitet fra 1917 udfordret af Sun Yat-sens Guangzhou-baserede Kuomintang-regering (KMT). Suns efterfølger, Chiang Kai-shek, anførte felttoget i Nordkina i 1926-1928, og den fejede til sidst krigsherrerne i Beijing til side. Derefter var det Koumintang-regeringen med sæde i Nanjing, som nød den internationale anerkendelse.